# Sistemi di controllo della RATP

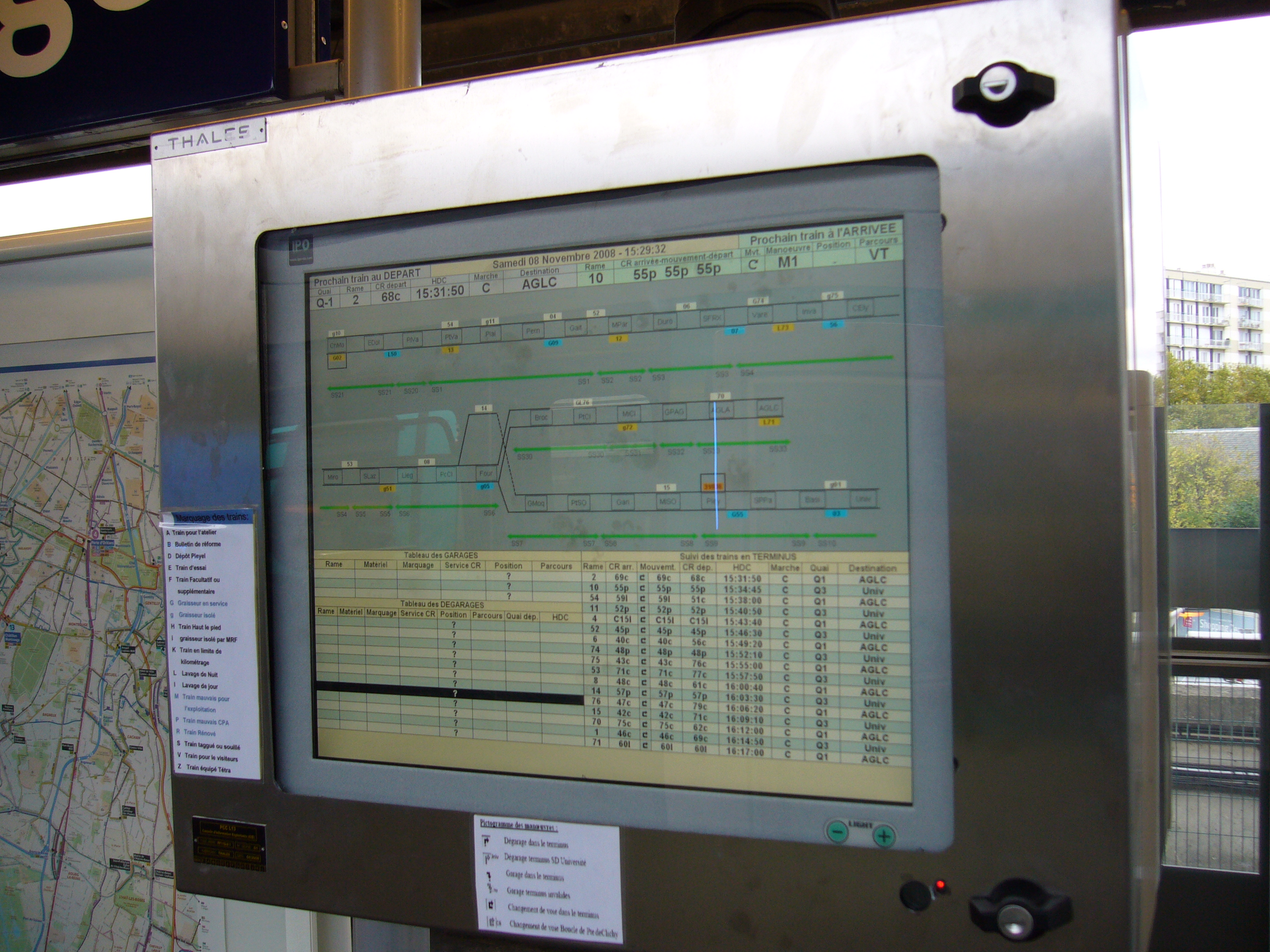
Schermo di gestione del sistema Ouragan a Châtillon-Montrouge, linea 13.

OURAGAN e OCTYS sono due sistemi informatici di tipo communication based train control (CBTC) implementati dalla Régie autonome des transports parisiens (RATP) per controllare e sovrintendere al traffico di diverse linee della metropolitana di Parigi. Tali apparati si sviluppano su due distinte apparecchiature: una a bordo del treno, l'altra a terra. Andranno a rimpiazzare i vecchi sistemi di controllo.
Tali sistemi opereranno solo sulle linee con conducente: su quelle automatiche si adotta il SAET, un altro tipo di CBTC.

## I due sistemi
In particolare i due sistemi si ripartiscono così:
- OCTYS, sulle linee 3, 5, 9, 10 e 12;
- OURAGAN, sviluppato da Thales, sulla linea 13.

### OURAGAN
OURAGAN (che in francese significa "uragano"), acronimo di Offre Urbaine Renouvelée et Améliorée, Gérée par un Automatisme Nouveau è il sistema CBCT in uso per la linea 13.
Sviluppato da Thales in seguito al ritiro di Alcatel, OURAGAN inizialmente era il nome che designava l'intero progetto. Successivamente, essendo il sistema sviluppato per le linee 3, 5, 9, 10 e 12 differente, il nome è stato mutato in OCTYS.

### OCTYS
OCTYS, acronimo di Open Control of Trains, Interchangeable & Integrated System, è il sistema alternativo all'OURAGAN.

## Storia

### Ammodernare il segnalamento
Nei primi anni 2000, la RATP, constatata l'inefficienza dei propri sistemi di segnalamento nelle ore di punta, decide di spingere sullo sviluppo di un nuovo sistema. La soluzione scelta si basava su un sistema a sezioni ferroviarie virtuali con segnalamento in cabina (uno schermo dà le indicazioni al conducente): un sistema molto simile a quello già in uso sulla RER A. Il progetto prese il nome di OURAGAN, acronimo per Offre urbaine renouvelée et améliorée gérée par un automatisme nouveau.
Il programma OURAGAN mette in campo un rifacimento totale dei sistemi di guida dei treni. In primis vengono ammodernati i PCC (poste de commande centralisé, le centrali di controllo delle linee) che vengono trasferiti più in prossimità della linea di competenza (come nel caso della linea 4 e della linea 3, il cui PCC si trova in boulevard Bourdon a Saint-Fargeau), poi si passa a modernizzare la segnaletica e infine i preesistenti sistemi di controllo.

### L'appalto
Nel 2002 la RATP ha bandito due gare d'appalto separate. Uno per la linea 13, un altro per le linee 3, 5, 9, 10 e 12. I criteri delineati dalla RATP erano l'aumento della capienza totale delle linee, controllo costante della velocità dei treni, riduzione dell'intervallo minimo tra i treni da 105 a 90 secondi, nuovo segnalamento e implementazione di un sistema CBTC che garantisse massima flessibilità d'esercizio.

#### Linea 13

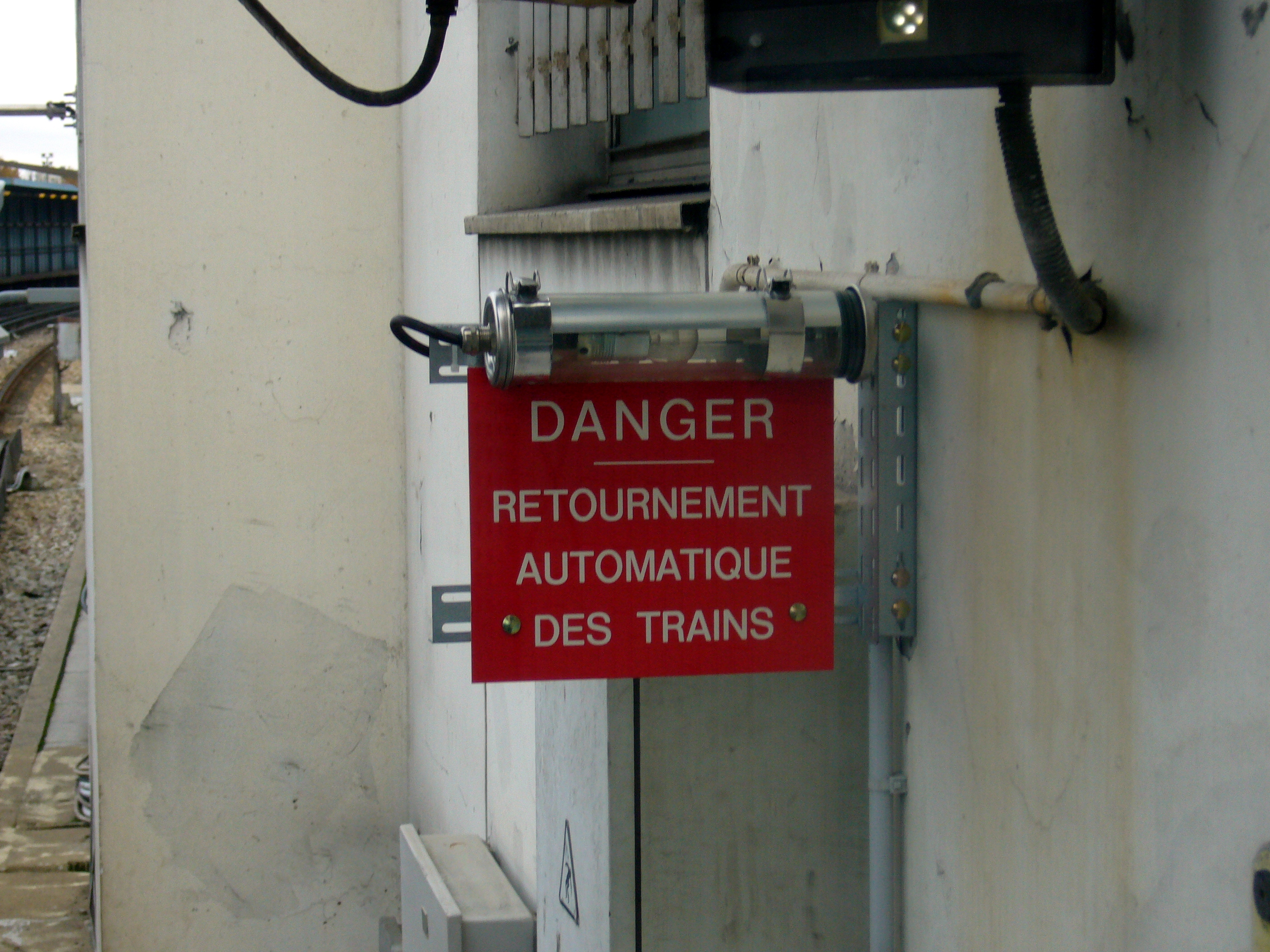
Avviso che segnala l'inversione automatica di marcia dei treni, gestita dall'OURAGAN, a Châtillon - Montrouge.

La RATP ha inizialmente scelto di dotare la linea 13, la più satura della rete, i cui treni MF 77 sono stati riallestiti allo scopo da Alcatel e in seguito da Thales.
L'installazione di OURAGAN sulla linea 13 è costata 130 milioni di euro, inclusivi anche della ristrutturazione del deposito di Châtillon-Bagneux e del capolinea di Châtillon-Montrouge. L'ammodernamento dei treni MF 77 è invece costato 70 milioni di euro. Le spese sono state così ripartite: 9,9 milioni versati dallo Stato; 16,64 milioni dalla Regione Île-de-France. I restanti 172,26 milioni sono stati stanziati dalla RATP stessa.

#### Linee 3, 5, 9, 10 e 12
Il 30 gennaio 2004, il CDA della RATP ha assegnato l'appalto per la dotazione dei nuovi sistemi alle suddette linee, avente valore di 95 milioni di euro, a Siemens Transportation Systems, Ansaldo STS France e Technicatome.
A Siemens Transportation System è stata appaltata la realizzazione dei sistemi di comunicazione tra le apparecchiature a terra e a bordo dei treni per i treni MF 67 delle linee 3,10 e 12 e i MF 01 delle linee 5 e 9. Siemens costruisce anche gli apparati a terra delle linee 5 e 9. Il sistema impiegato è il Trainguard MT CBTC, versione non automatica del système d'automatisation de l'exploitation des trains (SAET).
Ansaldo STS France (ex CSEE Transport) provvede ai lavori sulla linea 3 e (limitatamente agli apparati fissi) anche sulle linee 10 e 12.

### Messa in opera
Un treno MF 77 ha sperimentato OURAGAN sulla linea 13 da febbraio 2006 nelle ore di bassa affluenza. Il treno in questione, il 075, è stato poi rimesso in servizio passeggeri.
La messa in servizio del sistema era prevista per il 2007 per la linea 13; tuttavia, avendo la RATP constatato nel 2006 che la versione di OURAGAN sviluppata da Thales non era conforme alle norme di sicurezza dello Stato, il sistema ha dovuto essere riprogettato, facendo slittare l'inaugurazione a dopo il 2011. Pertanto, le linee appaltate successivamente saranno operative ben prima della 13, che il 17 dicembre 2006 ha comunque inaugurato una nuova centrale di controllo.
I test di OURAGAN si sono svolti pure sulla linea 8 fra Porte de Charenton e Liberté, ad opera di un MF 67 D in livrea speciale, il nº 3.060, in precedenza usato per l'istruzione dei macchinisti. Ad esso nel 2008-2009 si affiancò il MF 67 F nº 507 della linea 5. Quest'ultimo è poi tornato sulla linea d'origine, mentre il 3.060 è stato rottamato, venendo rimpiazzato dal MF 01 nº 049 nel maggio 2012.

## Impiego e funzionamento
Il controllo continuo della velocità dei treni garantito da OURAGAN (che, nelle sue varie versioni, è già in uso sul RER e in varie parti del mondo) costituisce una dotazione di sicurezza supplementare per coloro che viaggiano in metropolitana. Consente di regolare la velocità dei treni in rapporto al tipo di linea, al traffico e alla posizione del treno precedente. Nel dettaglio, OURAGAN si occupa di regolare la velocità dei treni, garantire 90 secondi di distanza minima tra i treni, adottando un sistema a sezioni mobili; sostituire la segnaletica esterna (solo per la linea 13); invertire automaticamente la marcia del treno al capolinea; governare le porte antisuicidio sulle banchine delle stazioni.

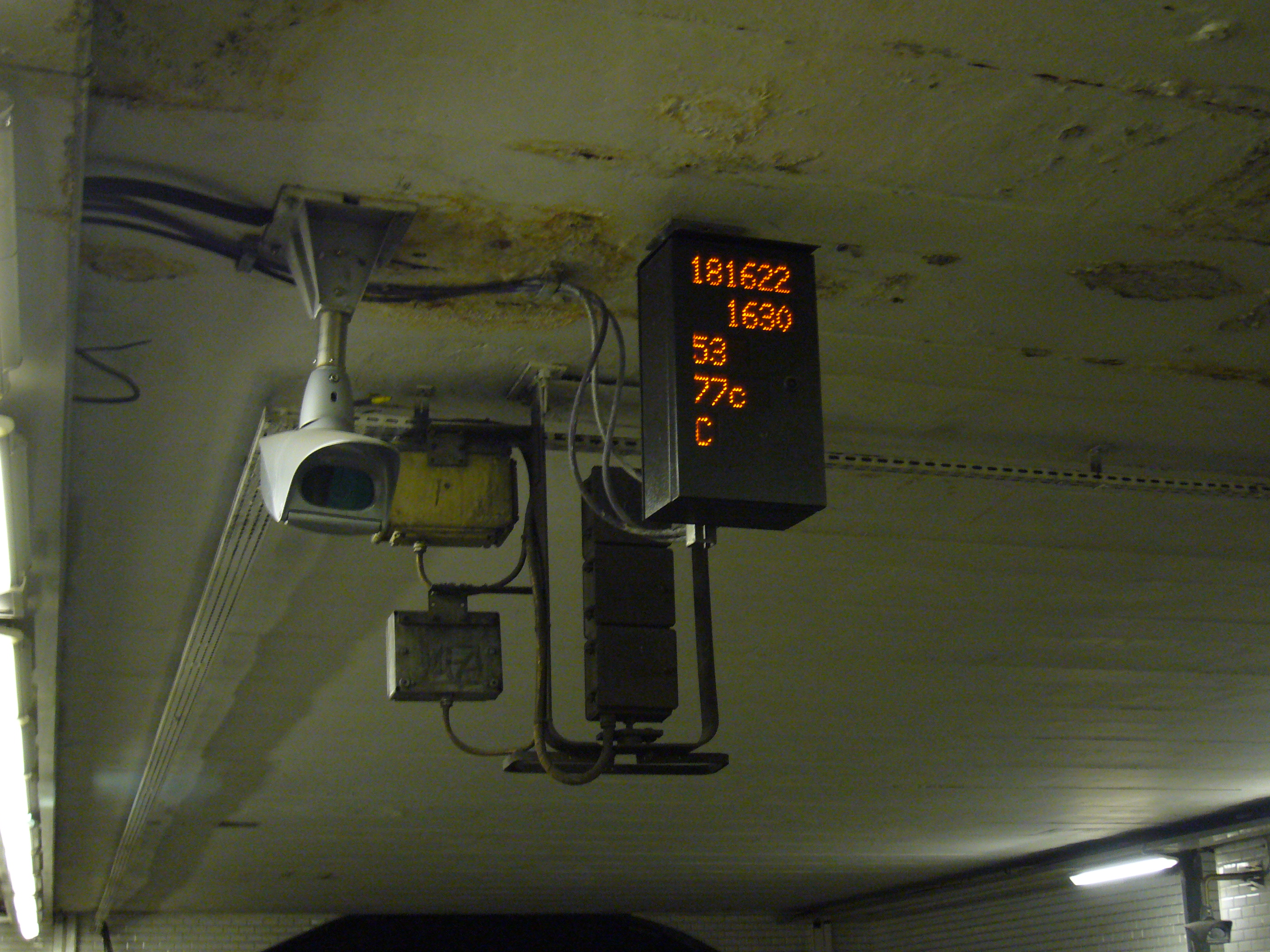
Orologio regolatore del sistema OURAGAN a Saint-Lazare.

I sistemi OCTYS e OURAGAN presentano due tipi di funzionamento. La versione base (linea 13) vedrà l'eliminazione della segnaletica nei tunnel, che sarà sostituita da uno schermo in cabina di guida dei treni. In tal modo si aumenterà la capacità della linea, in contemporanea col rinnovamento del parco mezzi, così come le linee 5 e 9, in procinto di ricevere i nuovi MF 01. La seconda versione, più semplice, non eliminerà la segnaletica esterna ed andrà ad equipaggiare le linee 3, 10 e 12, che subiranno a loro volta un aggiornamento del parco mezzi.
OURAGAN e OCTYS permettono al macchinista due tipi di conduzione:
- Automatica: il treno è guidato dai sistemi automatici, il conduttore svolge il solo ruolo di supervisore,
- Manuale controllata: il conduttore assume la guida del treno: i sistemi automatici gli forniscono indicazioni.

Tali sistemi potrebbero, con poche modifiche, consentire l'automatizzazione totale delle linee interessate.